# Batis perkeo
Batis perkeo е вид птица от семейство Platysteiridae.

## Разпространение
Видът е разпространен в Етиопия, Кения, Сомалия, Южен Судан, Судан, Танзания и Уганда.